# Alekszej Arhipovics Leonov
Alekszej Arhipovics Leonov (oroszul: Алексей Архипович Леонов; 1934. május 30. – 2019. október 11.) szovjet-orosz űrhajós és a légierő nyugalmazott marsallja. Ő hajtotta végre 1965. március 18-án a Voszhod–2 űrhajóból az űrbe kilépve az első űrsétát. Második űrrepülése szintén történelmi alkalom volt, az első nemzetközi űrprogram, az Szojuz–Apollo-program szovjet űrhajójának parancsnoka volt.

## Fiatalkora
Alekszej Leonov egy kis szibériai településen, Lisztvjankán (Kemerovói terület) született 1934. május 30-án. Iskoláit azonban már a Szovjetunió európai területén, Kalinyingrádban végezte. Közben Kremencsukban egy előkészítő pilótaiskolába járt, amely meghatározta, merre tegye meg felnőtt élete első lépéseit. Az érettségit követően a katonai pályát választotta, és a légierőhöz vonult be, hogy katonai pilóta legyen belőle. 1957-re elvégezte a Csuhujivi Felső Pilótaiskolát, és vadászpilóta lett. Később, immár űrhajósként beiratkozott a moszkvai Zsukovszkij Repülőmérnöki Akadémiára, amelyet 1968-ban szintén sikerrel végzett, míg képzésének utolsó lépcsőjeként 1981-ben a műszaki tudományok kandidátusa címet szerezte meg.
Rövid pilótakarrier után 1959-ben – más források szerint 1960-ban – a Szovjetunió űrtevékenységének kiterjesztésére a fiatal pilóták körében tartott válogatás nyomán egy 20 fős csoport tagja lett, amelyet titkos űrhajós-kiképzésre vezényeltek.

## Űrhajós évek
Az űrhajóscsapatba történő beválogatását követően viszonylag sokáig kellett várni, hogy az űrbe jusson, de akkor rögtön történelmi feladatot kapott, talán a Jurij Gagarin repülése utáni leglényegesebb feladat teljesítését: az űrsétát. Az eredetileg a Vosztok–11 repülésre tervezett műveletet az űrverseny miatt életre hívott Voszhod-programba tették át és a Voszhod–2 expedíción hajtotta végre Leonov. Tizenkét percet töltött a „semmiben” – még Észak-Afrika felett nyitotta ki az ajtót, Szocsi felett lépett ki a kabinból és egészen a Szahalin-szigetig lebegett „odakinn” –, közben 28 000 kilométert tett meg.
Az űrséta érzéseit ekképp fogalmazta meg:

„A Földről az égboltot és a csillagokat felhőtlen éjszakán ragyogónak látjuk. Ez a ragyogás azonban össze sem hasonlítható azzal, amely a kozmoszban tárul elénk. A csillagos égboltnak még a fekete színe is rendkívüli, olyan, mint a sűrűn felvitt tus, és a csillagok olyan ragyogóak, mintha belülről Volta-ívvel megvilágított kristályok lennének. A Napra egy pillanatra sem tudunk ránézni. Olyan vakító, mintha villamos ívhegesztés lángjába tekintenénk… Földünk azonban csodálatosan szép, különösképpen a tengerek, az óceánok, az erdők hatalmas táblái, a hegycsúcsok és fehér hósapkáik. Azt hiszem, az egész világmindenségben nincs szebb bolygó a Földnél!”

Az űrséta és maga a repülés azonban nem volt problémamentes. Az űrséta után Leonov alig tudott visszamászni az űrhajóba, mivel a Berkut típusú űrruhája tervezésekor a tapasztalatlanság miatt nem vették számításba, hogy a belső nyomás majd olyannyira felfújja, hogy nem lesz képes visszajutni a zsilipbe azon a nyíláson, amelyen korábban kimászott. Ezért az űrhajósnak kétségbeesett – és szigorúan tilos – lépésre kellett elszánnia magát, az űrruhából elkezdte leengedni a levegőt, ami halálos veszélyt jelentett. Végül ez a megoldás használt, ha keservesen is, de Leonov sikeresen visszajutott az űrhajóba és szó szerint túlélte az első űrsétát.
Később sem ment minden simán, egy navigációs hiba miatt a visszatérés 2000 kilométerrel a kijelölt pont „mellé” történt. A Voszhod–2 az Urál megközelíthetetlen vadonjában szállt le, és a két űrhajósnak két éjszakát is el kellett töltenie az embermagas hóban, osonó farkasok között. Végül – a sikeres mentőexpedíció után – 50 órával a leszállás után tért vissza Leonov és Beljajev Bajkonurba, a kiindulási pontra.
A Voszhod–2 űrsétáját követően Leonov lett volna az első szovjet holdexpedíció parancsnoka, ám a programot törölték az amerikai Apollo-program sikere és a Hold eléréséért folyó verseny elvesztése miatt. Ezt követően a Szovjetunió egy új űrállomás építése felé fordította a figyelmét, ahol Leonov ismét az élen állt, ő lehetett volna a Szaljut–1 berepülésének a parancsnoka, ám a másodpilóta, Valerij Kubaszov megbetegedése miatt a tartalékok repültek helyettük. (Az az expedíció, a Szojuz–11 végül váratlanul tragédiába torkollt és az űrhajósok meghaltak a visszatéréskor.)

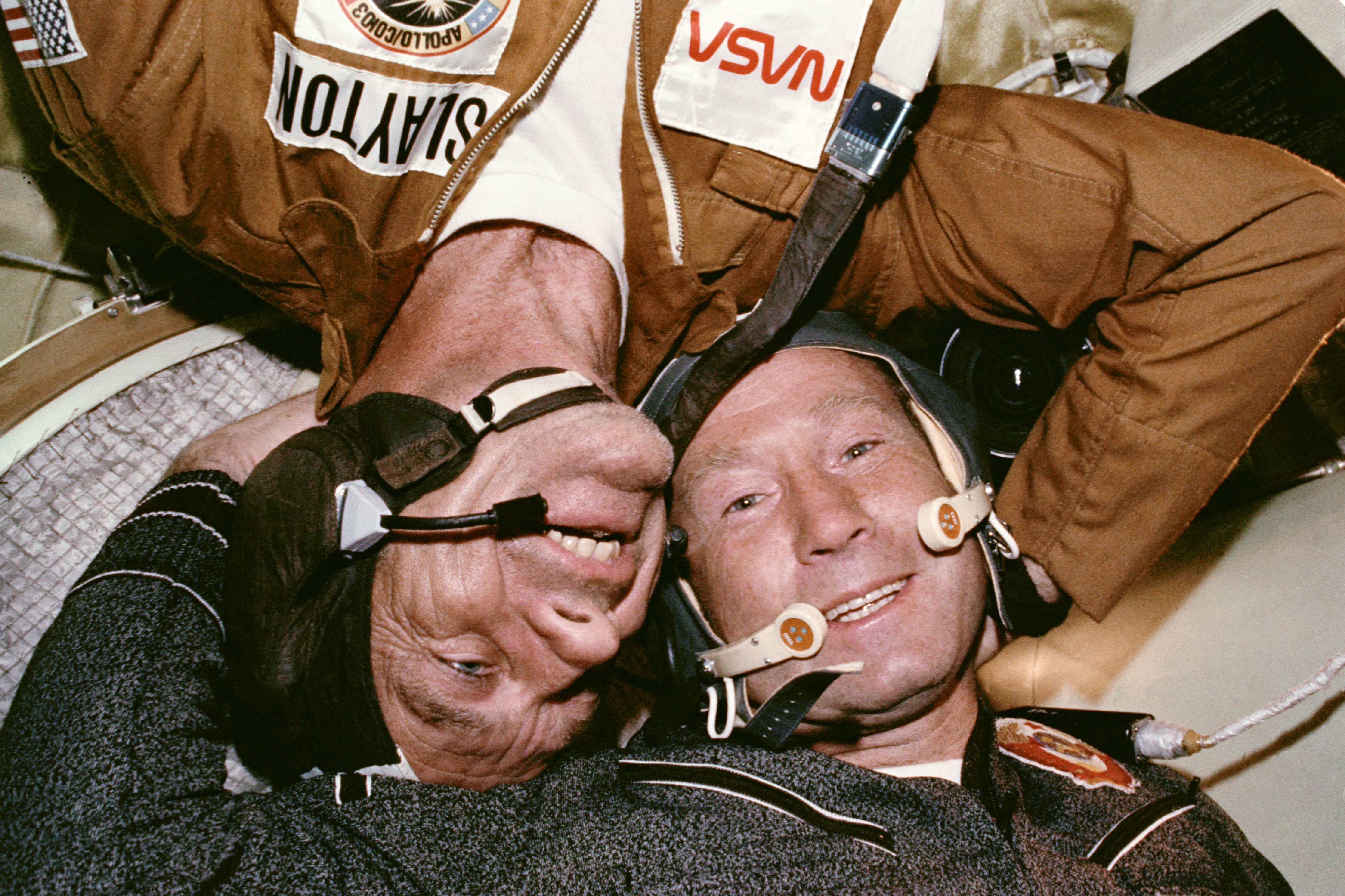
Deke Slayton és Alekszej Leonov a dokkolás után

Leonov második repülésére végül 1975. július 15. – július 21. között került sor az Szojuz–Apollo-program keretében. Ekkor a Szojuz–19 parancsnokaként lehetett részese a világ első nemzetközi repülésének. 1975. július 17-én Leonov és Tom Stafford rázott kezet a franciaországi Metz városa fölött repülve, amely kézrázás egyben a két nagyhatalom közötti enyhülést is szimbolizálta. Az összekapcsolt Apollo és Szojuz 44 órán át repült összekapcsolva. Az űrhajósok egymás nyelvén kommunikáltak – az amerikaiak oroszul, a szovjetek angolul – és néhány egyszerű kísérlet elvégzése mellett több televíziós adást is lebonyolítottak, hogy bemutassák egymás űrhajóit és az ott végzett tevékenységet a nézőknek. A repülés mindkét oldalon nagy sikert jelentett mind technológiai, mind szimbolikus, mind pedig propagandaértelemben.
A Szojuz–19 leszállása után az űrhajósok parancsnokává nevezték ki. Ezt a megbízatást egészen 1982-ig töltötte be. Ezzel egy időben a Csillagvárosban levő Jurij Gagarin Űrhajóskiképző Központ igazgatóhelyettese is volt. A szolgálatból 1991-ben szerelt le.

## A művész
Már a kora ifjúsága éveiben is sokan azt gondolták róla, hogy festőművész lesz, ám a repülés közbeszólt. Később, amikor a repülőkarrierje kiteljesedett, egyre komolyabban kezdett hódolni szenvedélyének és elismert festő vált belőle. Témái között főként a világűr és űrhajósélmények szerepelnek, ám más témákat is megfestett az orosz ortodox templomoktól a szibériai hómezőkig.

## Kitüntetései
- A Szovjetunió Hőse – először a Voszhod–2 expedíciót követően, a sikeres űrsétáért nyerte el.
- A Szovjetunió Hőse (másodszor) – a Szojuz–Apollo repülés sikeres végrehajtásáért kapta.

## Emlékezete
A 2010. Második űrodisszeia című regényben a Jupiterre induló szovjet űrhajó az ő nevét viselte.

### Magyar oldalak
- Itt járt...Leonov Alekszej, az első űrgyalogos (Nyugat.hu, 2003)
- Mezítláb az űrben... (Űrvilág - 2005)
- A józan ész győzelme...1. rész (Űrvilág - 2005)
- A józan ész győzelme...2. rész (Űrvilág - 2005)

### Külföldi oldalak
- Astronautix.com
- Spacefacts.de